# Gilles Labarthe
 (mai 2021).
La mise en forme du texte ne suit pas les recommandations de Wikipédia : il faut le « wikifier ».
Les points d'amélioration suivants sont les cas les plus fréquents. Le détail des points à revoir est peut-être précisé sur la page de discussion.
- Les titres sont pré-formatés par le logiciel. Ils ne sont ni en capitales, ni en gras.
- Le texte ne doit pas être écrit en capitales (les noms de famille non plus), ni en gras, ni en italique, ni en « petit »…
- Le gras n'est utilisé que pour surligner le titre de l'article dans l'introduction, une seule fois.
- L'italique est rarement utilisé : mots en langue étrangère, titres d'œuvres, noms de bateaux, etc.
- Les citations ne sont pas en italique mais en corps de texte normal. Elles sont entourées par des guillemets français : « et ».
- Les listes à puces sont à éviter, des paragraphes rédigés étant largement préférés. Les tableaux sont à réserver à la présentation de données structurées (résultats, etc.).
- Les appels de note de bas de page (petits chiffres en exposant, introduits par l'outil «  Source ») sont à placer entre la fin de phrase et le point final[comme ça].
- Les liens internes (vers d'autres articles de Wikipédia) sont à choisir avec parcimonie. Créez des liens vers des articles approfondissant le sujet. Les termes génériques sans rapport avec le sujet sont à éviter, ainsi que les répétitions de liens vers un même terme.
- Les liens externes sont à placer uniquement dans une section « Liens externes », à la fin de l'article. Ces liens sont à choisir avec parcimonie suivant les règles définies. Si un lien sert de source à l'article, son insertion dans le texte est à faire par les notes de bas de page.
- La présentation des références doit suivre les conventions bibliographiques. Il est recommandé d'utiliser les modèles {{Ouvrage}}, {{Chapitre}}, {{Article}}, {{Lien web}} et/ou {{Bibliographie}}. Le mode d'édition visuel peut mettre en forme automatiquement les références.
- Insérer une infobox (cadre d'informations à droite) n'est pas obligatoire pour parachever la mise en page.

Pour une aide détaillée, merci de consulter Aide:Wikification.
Si vous pensez que ces points ont été résolus, vous pouvez retirer ce bandeau et améliorer la mise en forme d'un autre article.
Pour les articles homonymes, voir Labarthe.
Gilles Labarthe est un ethnologue et journaliste suisse, spécialiste de l'Afrique.

## Biographie
Gilles Labarthe, originaire de Genève, a une double formation d'ethnologue (ancien chargé de recherches et assistant conservateur au Musée d’ethnographie de la Ville de Genève) et de journaliste d'investigation. Il collabore pour divers médias suisses, dont le quotidien Le Courrier. Depuis une douzaine d'années, il effectue des reportages et des enquêtes dans les pays du Sud, se focalisant sur les questions de développement, de criminalité financière, du trafic de matières premières (pétrole, diamants, or) et des risques liés au blanchiment d’argent.
Après avoir été correspondant à Paris, Gilles Labarthe a cofondé une agence de presse indépendante, DATAS. Il travaille depuis 2006 comme correspondant accrédité à l'Office des Nations unies de Genève. Sur demande d'institutions, d’ONG ou du secteur privé, il intervient comme consultant, conseiller, chargé de recherche, coordinateur ou responsable de projet, notamment avec la Coopération technique allemande-GIZ.
Gilles Labarthe est l'auteur de livres d'investigation :
- Le Togo, de l'esclavage au libéralisme mafieux
- L'Or africain - Pillages, trafics & commerce international[1]
- Sarko l’Africain retrace l'ascension au pouvoir du président[2], initié de longue date à la « Françafrique » : diplomatie parallèle, réseaux affairistes et d'influence, évoluant en dehors de tout contrôle parlementaire, liens privilégiés avec des régimes autocratiques africains soutenus par l'Élysée ; ce livre démontre les bases de sa proximité avec les réseaux corses de Charles Pasqua, les lobbies patronaux, ceux de l'industrie pétrolière (groupe Total), énergétique (GDF-Suez) et nucléaire (AREVA), en particulier.